# Labenne
Labenne (gaskonsko La Vena) je naselje in občina v francoskem departmaju Landes regije Akvitanije. Naselje je leta 2009 imelo 4.644 prebivalcev.

## Geografija
Kraj leži v pokrajini Gaskonji 35 km jugozahodno od Daxa, 13 km severno od Bayonna. 4 km zahodno od kraja, na obali Biskajskega zaliva, se nahaja letovišče Labenne-Océan.

## Uprava
Občina Labenne skupaj s sosednjimi občinami Bénesse-Maremne, Capbreton, Josse, Orx, Saint-Jean-de-Marsacq, Sainte-Marie-de-Gosse, Saint-Martin-de-Hinx, Saint-Vincent-de-Tyrosse, Saubion in Saubrigues sestavlja kanton Saint-Vincent-de-Tyrosse s sedežem v Saint-Vincentu. Kanton je sestavni del okrožja Dax.

## Zanimivosti
- cerkev sv. Nikolaja iz druge polovice 19. stoletja,
- letovišče Labenne-Océan, ostanki radarja in bunkerjev iz druge svetovne vojne, del Atlantskega zidu.

## Promet
- železniška postaja Gare de Labenne ob progi Bordeaux Saint-Jean - Irun (Španija);